# Le Couteau dans la tête
Pour plus de détails, voir Fiche technique et Distribution.
Le Couteau dans la tête (Messer im Kopf) est un film allemand réalisé par Reinhard Hauff, sorti en 1978.

## Fiche technique
- Titre original : Messer im Kopf
- Titre français : Le Couteau dans la tête
- Réalisation : Reinhard Hauff
- Scénario : Reinhard Hauff et Peter Schneider
- Photographie : Frank Brühne (de)
- Montage : Peter Przygodda
- Musique : Irmin Schmidt
- Pays d'origine : Allemagne de l'Ouest
- Format : Couleurs - 1,66:1 - Mono
- Genre : drame
- Durée : 113 minutes
- Date de sortie : 1978

## Distribution
- Bruno Ganz : Dr Berthold Hoffmann
- Angela Winkler : Ann Hoffmann
- Hans Christian Blech : Anleitner
- Heinz Hoenig : Volker
- Hans Brenner : Scholz
- Udo Samel : Ernst Schurig
- Eike Gallwitz (de) : Dr Gröske
- Carla Egerer (de) : Schwester Angelika
- Gabriele Dossi (de) : Schwester Emilie
- Gert Burkard (de) : Directeur de l'institut
- Erich Kleiber (de) : Pförtner Arnold
- Karl Scheydt : Commissaire
- Hans Noever : Journaliste